# Ясулович, Алексей Игоревич
Алексе́й И́горевич Ясуло́вич (родился 4 мая 1966, Москва) — советский и российский актёр театра и кино, кинорежиссёр, продюсер. Сын народного артиста РФ Игоря Ясуловича (1941—2023).

## Биография
Родился 4 мая 1966 года в Москве, в семье актёра Игоря Ясуловича и Натальи Егоровой.
В 1989 году окончил театральное училище имени Б. В. Щукина (курс Л. В. Калиновского).
В 1990—1991 годах играл в Театре-студии киноактёра. В кино дебютировал в 1980 году (сыграл небольшую роль — Антона Круглова) в фильме своего деда Юрия Егорова «Однажды двадцать лет спустя». Затем режиссёр Егоров пригласил Алексея на одну из главных ролей в свою следующую картину — «Отцы и деды», где партнёрами Ясуловича были Анатолий Папанов и Валентин Смирнитский. Роль Алексея Лукова в этом фильме принесла ему первую известность. Заметными так же стали его последующие работы в кинолентах «По законам военного времени», «Башня», «Тайна королевы Анны, или Мушкетёры тридцать лет спустя» и других.
Ясулович также был продюсером и режиссёром нескольких телевизионных проектов. Как режиссёр монтажа он работал над проектами «Walt Disney» и «Sony Pictures Studios», проводил мастер-классы по актёрскому мастерству на отделении «актёр мюзикла» в MGABU. Ясуловичем подготовлен и проведён кинофестиваль «Птичкино» на базе Павловской гимназии. Он проводит дополнительные занятия по основам киносъёмки, ведет занятия по актёрскому мастерству в Московском гуманитарном университете (МосГУ).
Дважды женат. Дочь от первого брака — Вера (род. 1994), от второго — Глафира (род. 2008).
Живёт и работает в Москве.

## Фильмография

### Актёрские работы
- 1980 — «Однажды двадцать лет спустя» — Антон Круглов
- 1982 — «Отцы и деды» — Алексей Луков
- 1982 — «По законам военного времени» — Глеб Криницын
- 1984 — «Почти ровесники» — Максим, брат Наташи
- 1987 — «Башня» — Веня
- 1988 — «Семь дней надежды» — Олег Макарцев
- 1989 — «Сто солдат и две девушки» — Ипатов
- 1990 — «Дезертир» — Саша Луков, рядовой
- 1991 — «Ночь грешников» — Маркуша, лакей в публичном доме
- 1991 — «Преступление лорда Артура» — гость герцогини Кейсли
- 1992 — «Танцующие призраки» — Игорь
- 1993 — «Тайна королевы Анны, или Мушкетёры тридцать лет спустя» — король Англии Карл II
- 2003 — «Желанная» — Георг, эстонский рыбак-проводник
- 2009 — «Летом я предпочитаю…», эпизод
- 2009 — «Висяки-2» Отдел контрольных преступлений (Вернуть на доследование) — Семён, эксперт
- 2010 — «Зверобой-2» — верный человек[4][5]
- 2020 — «Чужая стая» — цветовод
- 2022 — «Начальник разведки» — мужчина в аптеке

### Режиссёрские работы
- 2003 — «Последний приказ Генерала»[6]